# Keep Moving
Albums de Madness
Madness
(1983) Mad Not Mad
(1985)
Singles
1. Wings of a Dove
Sortie :  20 août 1983
2. The Sun and the Rain
Sortie :  29 octobre 1983
3. Michael Caine
Sortie :  30 janvier 1984
4. One Better Day
Sortie :  2 juin 1984

Keep Moving est le cinquième album studio de Madness, sorti le 20 février 1984.
L'album s'est classé 6e au UK Albums Chart et 109e au Billboard 200.

## Liste des titres

### Édition britannique
| 1. | Keep Moving                                           | Cathal Smyth, Chris Foreman, Graham McPherson | 3:33 |
| 2. | Michael Caine (featuring Afrodiziak et Michael Caine) | Smyth, Daniel Woodgate                        | 3:39 |
| 3. | Turning Blue                                          | Foreman, McPherson                            | 3:06 |
| 4. | One Better Day                                        | McPherson, Mark Bedford                       | 4:06 |
| 5. | March of the Gherkins                                 | Lee Thompson, Michael Barson                  | 3:30 |
| 6. | Waltz into Mischief                                   | Smyth, McPherson                              | 3:36 |

| 1. | Brand New Beat   | Thompson, Barson  | 3:17 |
| 2. | Victoria Gardens | Smyth, Barson     | 4:32 |
| 3. | Samantha         | Thompson, Barson  | 3:14 |
| 4. | Time for Tea     | Foreman, Thompson | 3:08 |
| 5. | Prospects        | Smyth, McPherson  | 4:15 |
| 6. | Give Me a Reason | Thompson          | 3:26 |

### Édition américaine
| 1. | Keep Moving                                           | Smyth, Foreman, McPherson | 3:33 |
| 2. | Wings of a Dove                                       | Smyth, McPherson          | 3:02 |
| 3. | The Sun and the Rain                                  | Barson                    | 3:18 |
| 4. | Brand New Beat                                        | Thompson, Barson          | 3:17 |
| 5. | March of the Gherkins                                 | Thompson, Barson          | 3:30 |
| 6. | Michael Caine (featuring Afrodiziak et Michael Caine) | Smyth, Woodgate           | 3:39 |

| 1. | Prospects        | Smyth, McPherson        | 4:15 |
| 2. | Victoria Gardens | Smyth, Barson           | 4:32 |
| 3. | Samantha         | Thompson, Barson        | 3:14 |
| 4. | One Better Day   | McPherson, Mark Bedford | 4:06 |
| 5. | Give Me a Reason | Thompson                | 3:26 |
| 6. | Turning Blue     | Foreman, McPherson      | 3:06 |

| 1.  | Wings of a Dove (7" Single)                                 | 3:00 |
| 2.  | Behind the 8 Ball (B-Side "Wings of a Dove" 7")             | 3:01 |
| 3.  | One Second's Thoughtlessness (B-Side "Wings of a Dove" 12") | 3:26 |
| 4.  | Wings of a Dove (12" Blue Train Mix)                        | 6:10 |
| 5.  | The Sun and the Rain 7" Single)                             | 3:28 |
| 6.  | Fireball XL5 (B-Side "The Sun And The Rain" 7")             | 1:47 |
| 7.  | My Girl (Live) (B-Side "The Sun and The Rain" 12")          | 2:55 |
| 8.  | The Sun and the Rain (12" Extended Version)                 | 4:42 |
| 9.  | Michael Caine (12" Extended Version)                        | 4:13 |
| 10. | If You Think There's Something (B-Side "Michael Caine" 7")  | 3:09 |
| 11. | Guns (B-Side "One Better Day" 7")                           | 3:16 |
| 12. | Sarah (B-Side "One Better Day" 12")                         | 3:45 |
| 13. | Victoria Gardens (Remix) (B-Side "One Better Day" 12")      | 3:54 |